# Mémoire interdite. Témoignages sur la révolution culturelle au Tibet
Mémoire interdite. Témoignages sur la révolution culturelle au Tibet est un ouvrage de l'écrivaine chinoise d'origine tibétaine Tsering Woeser.

## Présentation
Sur la base de photos prises durant la révolution culturelle au Tibet par son père, alors cadre dans l’armée populaire de libération, Tsering Woeser, interviewa de 1999 à 2006, 70 personnes photographiées. Elle conserva 23 témoignages (dont celui de Demo Wangjoe Dorjee) pour un ouvrage, qu’on ne trouve pas en Chine où il est interdit et qui fut publié en chinois à Taïwan en 2006 . Elle veut comprendre pourquoi des temples comme le Jokhang ont été saccagés par de jeunes gardes rouges, comprenant des Han, mais aussi une majorité de Tibétains, venus de Pékin ou des lycées de Lhassa. Woeser explique : « Les plus jeunes, souvent, croyaient vraiment à la propagande de Mao. Elle était efficace et, d'ailleurs, on y a cru dans le monde entier. Mais on s'aperçoit aussi combien de gens n'avaient pas le choix : ils participent parce qu'ils ont peur. Parce que c'est la seule manière de survivre. » La traduction française de l'ouvrage de Woeser est parue en 2010, et la traduction anglaise en 2020.

## Accueil critique
En avril 2011, Michel Crépu, journaliste et critique littéraire, présente l'ouvrage de Tsering Woeser dans la Revue des deux Mondes. En conclusion à cette présentation, il indique que « le plus étrange, le plus stupéfiant de tout cela, c’est la faculté d’endurance, la patience, le substrat caché où brûlait la petite lampe sacrée aux pires heures. Les bouddhas ont été détruits, les moines massacrés, mais l’ultime racine n’a pas été arrachée » et si « la Chine n’a pas eu son Soljenitsyne, cette modeste stèle tibétaine nous laisse voir un instant ce qu’il pourrait en être d’un Archipel chinois ».
Barthélémy Courmont  indique qu'au-delà des témoignages, Tsering Woeser engage une réflexion sur la culpabilité d’une génération de Tibétains emportée dans les « délires d’une folie incontrôlable ». C’est  un nouveau regard sur les excès dans lesquels s’engagea un peuple, « de façon désordonnée, voir chaotique ». Une invitation à comprendre la révolution culturelle, sans chercher de coupables ni de victimes.
Martine Bulard, journaliste du Monde diplomatique,  considère  les témoignages d’acteurs de l’époque recueillis par  Tsering Woeser comme « bouleversants, loin de tout manichéisme ».

## Éditions
- 《西藏记忆》(Forbidden memory. Tibet during the Cultural Revolution) (Taiwan, Dàkuài wénhuà 大块文化 2006),  (ISBN 9867291840).
- Tsering Woeser, Mémoire interdite. Témoignages sur la révolution culturelle au Tibet, traduit du chinois par Li Zang-Bourrit et Bernard Bourrit, Éditions Gallimard, collection Bleu de Chine, 576 pages, 21-10-2010,  (ISBN 9782070131150). Ouvrage sur le site de l'éditeur: Mémoire interdite. Témoignages sur la Révolution culturelle au Tibet. Consulté le 20 mai 2020